# مورتون كابلان
مورتون كابلان (بالإنجليزية: Morton Kaplan)‏ هو عالم سياسة أمريكي، ولد في 9 مايو 1921، وتوفي في 26 سبتمبر 2017.

## وصلات خارجية
- مورتون كابلان على موقع الموسوعة البريطانية (الإنجليزية)